# Église Saint-Germain d'Itteville
L'église Saint-Germain est une église paroissiale de culte catholique, dédiée à l'évêque saint Germain, située dans la commune française d'Itteville et le département de l'Essonne.

## Situation
L'église est située dans le centre-ville de la commune d'Itteville sur la place Charles de Gaulle en bordure de la route départementale 8, sur la rive droite de la rivière la Juine.

## Histoire
L'édifice du XIIIe siècle est classé au titre des monuments historiques en 1924.

## Pour approfondir

## Sources
1. ↑  Fiche de l'église Saint-Germain d'Itteville sur le site du diocèse d'Evry-Corbeil-Essonnes. Consulté le 04/05/2011.
2. ↑  « Église Saint-Germain-de-Paris », notice no PA00087923, sur la plateforme ouverte du patrimoine, base Mérimée, ministère français de la Culture